# Ministre des Affaires étrangères (Mongolie)
Pour les articles homonymes, voir Ministère des Affaires étrangères.

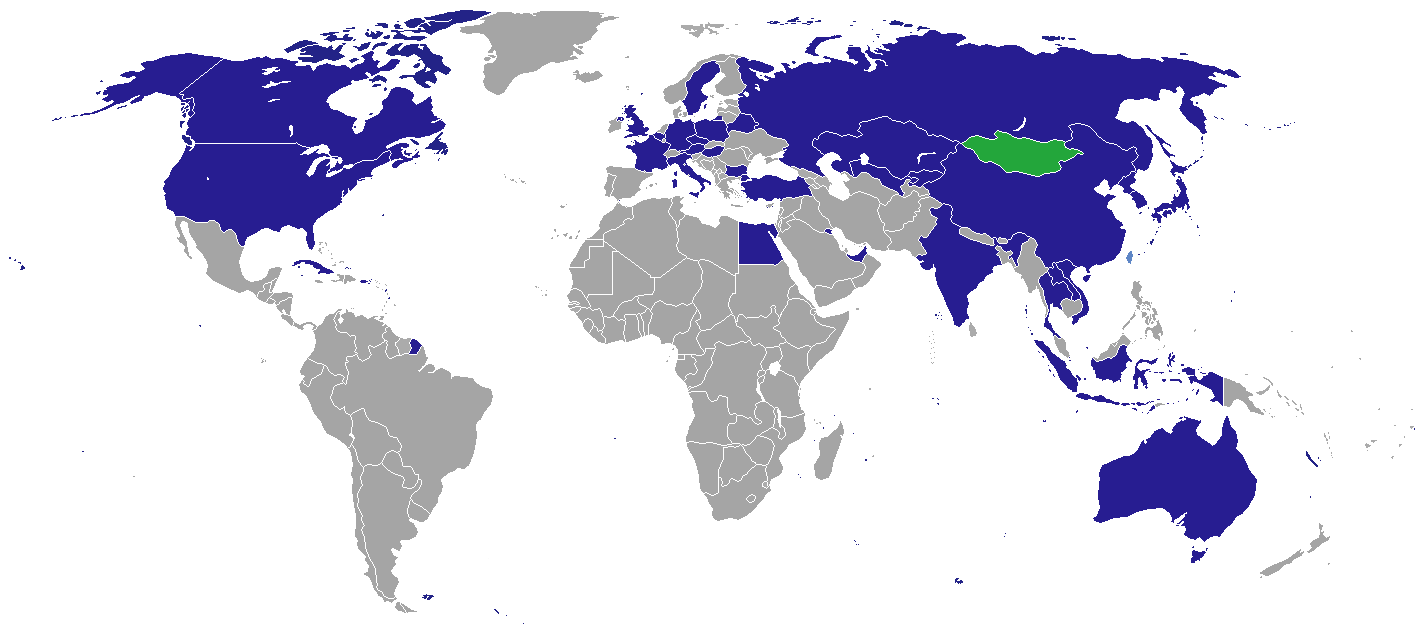
Missions diplomatiques de la Mongolie

Le ministre des Affaires étrangères de la Mongolie est chargé de la politique étrangère du pays.

## Liste
- 1939–1950 : Horloogiyn Choybalsan
- 1950–1953 : Nantayshiriyn Lkhamsüren
- 1953–1955 : Bayaryn Jargalsaikhan (mn)
- 1955–1956 : Sandavyn Ravdan (intérim)
- 1956–1957 : Dashiyn Adilbish (mn)
- 1957–1958 : Sonomyn Avarzed (mn)
- 1958–1963 : Puntsagiyn Shagdarsüren (mn) (intérim jusqu'en 1959)
- 1963–1968 : Mangalyn Dügersüren (mn)
- 1968–1970 : Luvsandorjiyn Toiv (mn)
- 1970 : Daramyn Yondon (intérim)
- 1970–1976 : Lodongiyn Rinchin (mn)
- 1976–1988 : Mangalyn Dügersüren (mn)
- 1988–1996 : Tserenpiliyn Gombosüren (mn)
- 1996 : Mendsaikhanii Enkhsaikhan
- 1996–1998 : Shukher Altangerel
- 1998 : Rinchinnyamyn Amarjargal
- 1998–2000 : Nyam-Osoryn Tuyaa
- 2000–2004 : Luvsangiyn Erdenechuluun
- 2004–2006 : Tsendiyn Munkh-Orgil (mn)
- 2006–2007 : Nyamaa Enkhbold
- 2007–2008 : Sanjaasuren Oyun
- 2008–2009 : Sükhbaataryn Batbold
- 2009–2012 : Gombojavyn Zandanshatar
- 2012–2014 : Luvsanvandan Bold (mn)
- 2014–2016 : Lundeg Purevsuren (mn)
- 2016-2017 : Tsendiyn Munkh-Orgil (mn)
- 2017-2020 : Damdin Tsogtbaatar
- 2020-2021 : Nyamtseren Enkhtaivan
- 2021-présent : Battsetseg Batmunkh (mn)

## Source
- (en) Cet article est partiellement ou en totalité issu de l’article de Wikipédia en anglais intitulé « Minister of Foreign Affairs (Mongolia) » (voir la liste des auteurs).